# Daisuke Kikuchi
Daisuke Kikuchi (菊池 大介?, Kikuchi Daisuke; Kanagawa, 12 aprile 1991) è un ex calciatore giapponese, di ruolo centrocampista.

## Palmarès

### Club

#### Competizioni nazionali
- J2 League: 2

Shonan Bellmare: 2014
Kashiwa Reysol: 2019
- Coppa dell'Imperatore: 1

Urawa Reds: 2018

#### Competizioni internazionali
- Coppa Suruga Bank: 1

Urawa Reds: 2017
- AFC Champions League: 1

Urawa Reds: 2017